# Трансген
Трансген — фрагмент ДНК, переносимый при помощи генно-инженерных манипуляций либо природой в геном определённого организма с целью модификации его свойств. Трансген может быть выделен из биологического объекта или синтезирован искусственно. 
Организм, получившийся в ходе переноса и встраивания в геном трансгена, называют трансгенным, инкорпорация трансгена в геном реципиента, в результате которого он приобретает способность передачи трансгена потомкам, называют трансгенезом.